# Оксид платины(VI)
Оксид платины(VI) — неорганическое соединение, 
окисел металла платины с формулой PtO3,
чёрные кристаллы,
не растворяется в воде,
образует гидрат.

## Получение
- Электролиз раствора гидрата оксида платины(IV) в щелочной среде:

{\displaystyle {\mathsf {PtO_{2}+H_{2}O\ {\xrightarrow {e^{-}}}\ PtO_{3}+H_{2}}}}

## Физические свойства
Оксид платины(VI) образует чёрные кристаллы.
Не растворяется в воде.
Образует гидрат состава 3PtO3•H2O — красно-коричневые кристаллы.

## Химические свойства
- Разлагается при незначительном нагревании:

{\displaystyle {\mathsf {2PtO_{3}\ {\xrightarrow {}}\ 2PtO_{2}+O_{2}\uparrow }}}
- Окисляет соляную кислоту:

{\displaystyle {\mathsf {PtO_{3}+6HCl\ \xrightarrow {} \ PtCl_{4}+Cl_{2}\uparrow +3H_{2}O}}}